# Ocotea trianae
Ocotea trianae är en lagerväxtart som beskrevs av Henry Hurd Rusby. Ocotea trianae ingår i släktet Ocotea och familjen lagerväxter. Inga underarter finns listade i Catalogue of Life.